# 共同農業政策
共同农业政策(英語：Common Agricultural Policy，CAP)是欧盟的农业政策。它实施农业补贴和其他计划制度。它于1962年推出，此后经历了几次变化，以降低歐洲經濟共同體预算成本（从1985年的73%到2017年的37%），并将农村发展作为其目标。然而它因其成本及其对环境和人道主义的影响而受到批评。